# Saint-Antoine-du-Rocher
Saint-Antoine-du-Rocher è un comune francese di 1 510 abitanti situato nel dipartimento dell'Indre e Loira nella regione del Centro-Valle della Loira.

## Società

### Evoluzione demografica
Abitanti censiti